# Timana stramineata
Timana stramineata är en fjärilsart som beskrevs av Walker 1869. Timana stramineata ingår i släktet Timana och familjen mätare. Inga underarter finns listade i Catalogue of Life.